# Voivodato di Biała Podlaska

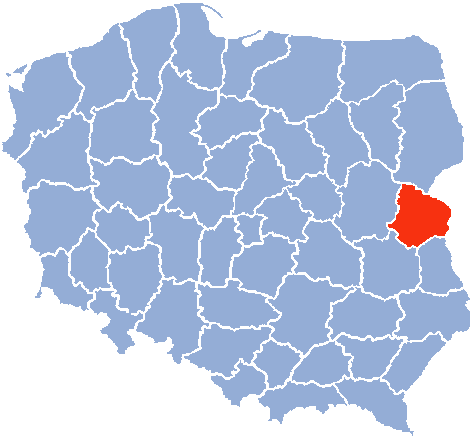
Voivodato di Biała Podlaska

Il voivodato di Biała Podlaska (in polacco: województwo bialskopodlaskie) è stato un'unità di divisione amministrativa e governo locale della Polonia tra gli anni 1975 e 1998. È stato sostituito nel 1999 dal voivodato di Lublino. La capitale era Biała Podlaska.
Il voivodato di  Biała Podlaska aveva la più alta percentuale di popolazione bielorussa della Polonia. 

## Principali città
- Biała Podlaska (56 300 abitanti nel 1995)
- Parczew
- Radzyń Podlaski
- Łosice
- Międzyrzec Podlaski
- Terespol